# 3628 Božněmcová
3628 Božněmcová este un asteroid din centura principală, descoperit pe 25 noiembrie 1979, de Zdeňka Vávrová.